# HSF System Cup 2024
Navigation
2023-2024 2025-2026
La HSF System Cup 2024 a lieu du 5 octobre 2024 à Ostrava au 7 décembre 2024 à Uničov. Elle comprend six manches qui font toutes partie du calendrier de la saison de cyclo-cross 2024-2025.

## Calendrier
| # | Date        | Course         |
| - | ----------- | -------------- |
| 1 | 5 octobre   | Ostrava        |
| 2 | 12 octobre  | Hlinsko        |
| 3 | 26 octobre  | Kolín          |
| 4 | 16 novembre | Rýmařov        |
| 5 | 23 novembre | Mladá Boleslav |
| 6 | 7 décembre  | Uničov         |

## Hommes élites

### Résultats
| # | Date        | Lieu           | Vainqueur           | Deuxième             | Troisième       | Leader du classement général |
| - | ----------- | -------------- | ------------------- | -------------------- | --------------- | ---------------------------- |
| 1 | 5 octobre   | Ostrava        | Victor Van de Putte | Guus van den Eijnden | Maximilian Kerl | Victor Van de Putte          |
| 2 | 12 octobre  | Hlinsko        | Michael Boroš       | Marek Konwa          | Václav Ježek    | Marek Konwa                  |
| 3 | 26 octobre  | Kolín          | Michael Boroš       | Marek Konwa          | Václav Ježek    | Marek Konwa                  |
| 4 | 16 novembre | Rýmařov        | Michael Boroš       | Marek Konwa          | Václav Ježek    | Marek Konwa                  |
| 5 | 23 novembre | Mladá Boleslav | Marek Konwa         | Matyáš Fiala         | Václav Ježek    | Marek Konwa                  |
| 6 | 7 décembre  | Uničov         | Marek Konwa         | Václav Ježek         | František Hojka | Marek Konwa                  |

### Classement général
| Pos | Coureur         | Points |
| --- | --------------- | ------ |
| 1   | Marek Konwa     | 515    |
| 2   | Václav Ježek    | 413    |
| 3   | Maximilian Kerl | 309    |
| 4   | Michael Boroš   | 300    |
| 5   | Patrick Lienert | 252    |
| 6   | František Hojka | 248    |
| 7   | Matej Ulík      | 226    |
| 8   | Matěj Vik       | 211    |
| 9   | Matyáš Fiala    | 200    |
| 10  | Ondřej Zelený   | 196    |

## Femmes élites

### Résultats
| # | Date        | Lieu           | Vainqueur         | Deuxième            | Troisième          | Leader du classement général |
| - | ----------- | -------------- | ----------------- | ------------------- | ------------------ | ---------------------------- |
| 1 | 5 octobre   | Ostrava        | Alicia Franck     | Barbora Jeřábková   | Amálie Gottwaldová | Alicia Franck                |
| 2 | 12 octobre  | Hlinsko        | Kristýna Zemanová | Barbora Bukovská    | Lucie Grohová      | Barbora Jeřábková            |
| 3 | 26 octobre  | Kolín          | Kristýna Zemanová | Barbora Bukovská    | Judith Krahl       | Kristýna Zemanová            |
| 4 | 16 novembre | Rýmařov        | Kristýna Zemanová | Viktória Chladoňová | Barbora Bukovská   | Kristýna Zemanová            |
| 5 | 23 novembre | Mladá Boleslav | Kristýna Zemanová | Barbora Bukovská    | Lucie Grohová      | Kristýna Zemanová            |
| 6 | 7 décembre  | Uničov         | Kristýna Zemanová | Barbora Bukovská    | Lucie Grohová      | Kristýna Zemanová            |

### Classement général
| Pos | Coureuse           | Points |
| --- | ------------------ | ------ |
| 1   | Kristýna Zemanová  | 500    |
| 2   | Barbora Bukovská   | 410    |
| 3   | Amálie Gottwaldová | 341    |
| 4   | Barbora Jeřábková  | 331    |
| 5   | Lucie Grohová      | 318    |
| 6   | Eliška Drbohlavová | 265    |
| 7   | Tereza Vaníčková   | 245    |
| 8   | Kateřina Douděrová | 230    |
| 9   | Adéla Stránská     | 206    |
| 10  | Anna Hrdinová      | 196    |